# クッカロ・モンフェッラート
クッカロ・モンフェッラート（伊: Cuccaro Monferrato）は、イタリア共和国ピエモンテ州アレッサンドリア県にあった、人口約300人の基礎自治体（コムーネ）。
2019年2月1日に隣接していたルと合併し、新たにル・エ・クッカロ・モンフェッラートの一部となった。

## 地理

### 位置・広がり
| コムーネとしてのクッカロ・モンフェッラートは、以下のコムーネと隣接していた。 - カマーニャ・モンフェッラート - フビーネ - ル - クアルニェント - ヴィニャーレ・モンフェッラート |